# Municipio de New Market (Minnesota)
El municipio de New Market (en inglés: New Market Township) es un municipio ubicado en el condado de Scott en el estado estadounidense de Minnesota. En el año 2010 tenía una población de 3440 habitantes y una densidad poblacional de 40,84 personas por km².

## Geografía
El municipio de New Market se encuentra ubicado en las coordenadas 44°35′22″N 93°20′50″O / 44.58944, -93.34722. Según la Oficina del Censo de los Estados Unidos, el municipio tiene una superficie total de 84.23 km², de la cual 84.1 km² corresponden a tierra firme y (0.15%) 0.13 km² es agua.

## Demografía
Según el censo de 2010, había 3440 personas residiendo en el municipio de New Market. La densidad de población era de 40,84 hab./km². De los 3440 habitantes, el municipio de New Market estaba compuesto por el 97.21% blancos, el 0.2% eran afroamericanos, el 0.17% eran amerindios, el 0.76% eran asiáticos, el 0.12% eran isleños del Pacífico, el 0.55% eran de otras razas y el 0.99% pertenecían a dos o más razas. Del total de la población el 0.99% eran hispanos o latinos de cualquier raza.